# Ophioarachnicola
Ophioarachnicola is een geslacht van weekdieren uit de klasse van de Gastropoda (slakken).

## Soort
- Ophioarachnicola biformis Warén, 1980